# Location Sessions
Location Sessions (stilizzato Løcatiøn Sessiøns) è l'ottavo EP del gruppo musicale statunitense Twenty One Pilots, pubblicato il 12 giugno 2021 dalla Fueled by Ramen.

## Descrizione
L'EP è stato reso disponibile, nel solo formato in disco in vinile da 12", per il Record Store Day del 2021. Contiene le versioni alternative, già pubblicate precedentemente, dei brani The Hype, Cut My Lip e Chlorine, ognuna registrata in un luogo diverso del globo, e di Level of Concern, registrata dal vivo e in streaming nel maggio 2020 per il The Tonight Show Starring Jimmy Fallon. L'esibizione è stata realizzata dal duo, in remoto ognuno dal giardino della propria abitazione a causa delle restrizioni dovute alla pandemia di COVID-19, unitamente a Simon Jefferis, Jesse Blum dei MisterWives e Paul Meany dei Mutemath.

## Tracce
Testi e musiche di Tyler Joseph, eccetto dove indicato.
Lato A
1. Chlorine (Mexico City) – 3:58 (Tyler Joseph, Paul Meany)
2. Cut My Lip (Brooklyn) – 4:18 (Tyler Joseph, Paul Meany)

Lato B
1. The Hype (Berlin) – 4:10
2. Level of Concern (Live from Outside) – 3:42

## Formazione
Gruppo
- Tyler Joseph – voce, chitarra, basso, tastiera, programmazione
- Josh Dun – batteria (traccia 4)

Altri musicisti
- Paul Meany – tastiera, sintetizzatore e cori (traccia 4)
- Simon Jefferis – basso, tastiera e cori (traccia 4)
- Jesse Blum – tromba (traccia 4)

Produzione
- Tyler Jospeh – produzione, produzione esecutiva
- Adam Hawkins – missaggio
- Chris Gehringer – mastering
- Chris Woltman – produzione esecutiva
- Paul Meany – produzione (traccia 4)